# Yo no puedo dar sombra
«Yo no puedo dar sombra» es una canción compuesta e interpretada por el músico argentino Luis Alberto Spinetta, incluida en su álbum solista Fuego gris editado en 1993, a su vez banda de sonido de la película homónima (1994) del director Pablo César.
El tema es ejecutado exclusivamente por Spinetta.

## Contexto
Spinetta venía de tres álbumes de estudio sucesivos premiados como los mejores del año (Téster de violencia en 1988, Don Lucero en 1989 y Pelusón of milk en 1991). En 1991 y 1992 Spinetta se apartó relativamente de los músicos de su banda y se refugió en el espacio privado de su familia. A fines de 1990 su esposa Patricia había quedado embarazada de Vera y tanto su embarazo como su nacimiento fue un acontecimiento vivido personalmente por todos los miembros de la familia. En ese contexto Spinetta compuso y grabó en el estudio de su casa (Cintacalma) Pelusón of milk, un título que remite directamente a esa situación y al año siguiente Fuego gris, una obra que también trata de la introspección.
El mundo comenzaba a transitar los primeros años de la década del '90, caracterizada por una mayor valoración social de lo privado -incluyendo el proceso de privatizaciones-, la riqueza y la fama, impulsada por un gran desarrollo de los medios de comunicación.
Argentina vivía los primeros años de lo que se denominó el menemismo, que luego de terminar con largos años de alta inflación con el Plan de Convertibilidad, inauguró un fenómeno conocido como farandulización de la política, en la que aparecían estrechamente vinculados los negocios privados, los políticos y las figuras famosas de la televisión y el deporte.

## El álbum
Las diecisiete canciones del álbum siguen el derrotero de una adolescente sin nombre a la que Spinetta bautizó Milita, que vive en un mundo de violencia y desamparo, donde el diálogo y la comunicación entre las personas no existe. Milita ha sufrido el abuso de su violento padre y la locura de su madre. Al no poder entrar al recital de su héroe roquero Kakón el Griego -kakón en griego significa "mal bello"-, personaje que debía interpretar Spinetta y finalmente no pudo hacerlo, cae por una alcantarilla a las cloacas de la ciudad. Allí se encuentra con un mundo onírico de monstruos y horrores, en el que debe buscar un sentido para su vida, en una suerte de "escape hacia el alma", como se titula la primera canción. El alma es precisamente uno de los conceptos a los que Spinetta más recurre en la poesía del álbum, fortaleciéndola con nociones de las filosofías orientales como el nirvana y lo zen.

## El tema
El tema es el segundo track del álbum solista Fuego gris, banda sonora del "drama-rock" cinematográfico del mismo nombre, dirigido por Pablo César.
El tema reitera una y otra el mensaje que la protagonista sin nombre de la película (llamada Milita por Spinetta) le dirige a las personas: "yo no puedo dar sombra", agregando además que ella no existe en la sombra:

Sepan
yo no vengo con sombra
y ustedes son bellos
sin mi.
En fin
yo no existo en la sombra.
Yo no puedo dar sombra

Spinetta también compuso otras canciones recurriendo a la sombra como expresión poética-existencial, como "Espejo en una sombra" (Spinetta y los Socios del Desierto, 1997) y "Esta es la sombra" (Silver Sorgo, 2001).

## Película
La canción se corresponde con la tercera serie de escenas de la película (minuto 08:40 a 12:20). La cámara sigue a la protagonista Milita, desde el amanecer hasta el anochecer, a lo largo de la ciudad. Inicia su recorrido en la zona de los rascacielos de Catalinas Norte, donde luego de mirar su altura y el cielo, ve su imagen reflejada en las paredes de vidrio. Detiene su mirada en el bajo relieve que se encuentra en la Catedral, en el que una mujer se encuentra arrodillada. Luego atraviesa la Plaza de Mayo, siguiendo el área reservada para las rondas de las Madres de Plaza de Mayo, mientras a sus espaldas marcha un pelotón de Granaderos. Llega al Parque Lezama, donde pasa primero frente a un grupo de ancianos sentados silenciosamente uno al lado de otro, luego mira a una pareja sentada en la glorieta sin nada que decirse, otro par de ancianos haciendo ejercicios, una familia realizando un pícnic en la que los niños pelean, un partido de fútbol informal que termina en un enfrentamiento y uno de los jugadores acuchillado, como si fuera perros (se oyen gruñidos de perros). Frente al Congreso ve que la revista El Vailantero, tiene en tapa a Kakón el Griego y la compra. Pasa al lado de un joven asesinado en la vereda. Se detiene en el cine Lara de Avenida de Mayo, en el que exhiben la película Stranger than paradise, y la cámara toma su rostro reflejado junto al de la protagonista Eve en el afiche promocional. La serie termina al anochecer con una toma de la luna nueva.